# 雪の花 -ともに在りて-
『雪の花 ―ともに在りて―』（ゆきのはな ともにありて）は、2025年1月24日に公開された日本映画。監督は小泉堯史、主演は松坂桃李。江戸時代末期の福井藩（現・福井県）で大流行した疱瘡（天然痘）と闘った実在の医師・笠原良策を描いた吉村昭の小説『雪の花』を原作とする。
第37回東京国際映画祭ガラ・セレクション選出作品。撮影を担当した上田正治は2025年1月16日に死去したため、本作が遺作となった。

## キャスト
- 笠原良策：松坂桃李
- 千穂：芳根京子
- 半井元冲：三浦貴大[6][7]
- 与平：宇野祥平[6][7]
- 桐山元中：沖原一生[6][7]
- 日野桂州：坂東龍汰[6][7]
- はつ：三木理紗子[6][7]
- お愛：新井美羽[6][7]
- 串田和美[6]
- 矢島健一[6]
- 渡辺哲[6]
- 中根雪江：益岡徹[6][7]
- 旅籠の主人：山本學[6][7]
- 大武了玄：吉岡秀隆[6][7]
- 日野鼎哉：役所広司

## スタッフ
- 原作：吉村昭『雪の花』（新潮文庫刊）
- 監督：小泉堯史
- 脚本：齋藤雄仁、小泉堯史[8]
- 音楽：加古隆[8]
- 製作総指揮：木下直哉[8]
- 製作：髙𣘺敏弘、渡部秀一[8]
- エグゼクティブプロデューサー：武部由実子[8]
- プロデューサー：関根真吾、伊藤伴雄[8]
- アソシエイトプロデューサー：谷川由希子、櫻木直人[8]
- 撮影：上田正治[8]
- 撮影補：坂上宗義[8]
- 美術：酒井賢、大西英文[8]
- 照明：山川英明[8]
- 録音：矢野正人[8]
- 編集：阿賀英登[8]
- 音響効果：柴崎憲治[8]
- 装飾：大坂和美[8]
- 監督補佐：酒井直人[8]
- ラインプロデューサー：田辺正樹[8]
- 衣装デザイン：黒澤秀之、黒澤爽[8]
- 俳優担当：飯田美保[8]
- 制作担当：佐藤龍春、加藤誠[8]
- 音楽プロデューサー：高石真美[8]
- 宣伝プロデューサー：増田真一郎[8]
- 配給：松竹[8]
- 企画・制作プロダクション：松竹撮影所、ディグ&フェローズ[8]
- 製作：映画「雪の花」製作委員会（木下グループ、松竹、朝日新聞社）[8]